# Armando Soto La Marina
Luis Armando Soto Marina (Ciudad de México, 1 de octubre de 1909-Ciudad de México, 20 de marzo de 1983), conocido como Armando Soto La Marina o simplemente El Chicote, fue un actor y comediante mexicano.

## Biografía y carrera

### Primeros años
Luis Armando Soto Marina nació el 1 de octubre de 1909 en Ciudad de México, siendo hijo de María Soto Marina, una madre soltera. En su adolescencia, se dedicó a ser novillero, hasta que se retiró debido a un accidente

### Trayectoria actoral
En 1927, debutó en la carpa Mariposa como «patiño» de un comediante, y es gracias a este tipo de papeles con los que logra gran éxito, su consagración definitiva le llegaría con la revista política  El mundo en armas, en esa época se decía que podía competir en calidad con los cómicos Manuel Medel y  Carlos López «Chaflán» y su sketch de El cura y el monaguillo hacia las delicias de los que lo veían, entre ellos el general Lázaro Cárdenas.
El éxito del Chicote en las carpas llama la atención a productores cinematográficos y graba un cortometraje en 1936 titulado Los apuros del chicote, sus siguientes participaciones serían en carácter de actor de soporte, y es como compañero de aventuras de Jorge Negrete con lo que logró el reconocimiento del público, incluso fue contratado para filmar junto a Negrete en España, la cinta Jalisco canta en Sevilla (1949). Paralelamente a sus participaciones con el charro cantor, participa junto a otros actores de la época como Raúl de Anda, al que secundó en las tres primeras cintas de la exitosa serie de El charro negro, además de Pedro Armendáriz, Pedro Infante y Luis Aguilar, y más adelante con Antonio Aguilar y Manuel López Ochoa.
Pese al éxito que tuvo Chicote, se ha comentado que su fuerte carácter, que en ocasiones habría llegado a la agresividad, contrastaba con su físico y con los personajes que solía interpretar. Según algunas versiones, ese temperamento le habría causado conflictos con compañeros y productores, al punto de que eventualmente varios ya no habrían querido contratarlo.
Incluso se cuenta que, en alguna ocasión, habría retado a duelo a Jorge Negrete, y que durante una filmación en Cuautla habría tenido un altercado en un bar por la ausencia de canciones de Negrete, lo que lo llevó —según estos relatos— a disparar a la rockola. Se dice que Eulalio González “Piporro” y Pedro Armendáriz intentaron calmarlo, pero que también a ellos les habría propuesto un duelo a balazos.
Además, se ha señalado que tenía una fuerte afición por el alcohol. En 1946 sufrió un grave accidente automovilístico que casi le cuesta la vida y la vista.
No obstante, familiares cercanos de Armando Soto La Marina, más conocido como “El Chicote”, han desmentido estas versiones sobre su presunto mal carácter. Hijos y nietos del actor señalan que tales rumores carecen de fundamento y consideran que han sido difundidos con mala intención, afectando la memoria del actor tras su fallecimiento. La familia sostiene que siempre fue una persona afectuosa y cercana, y destacan el profundo cariño y respeto con el que lo recuerdan. 
A finales de la década de los 70, se declaró en huelga de hambre a las afueras de la Asociación Nacional de Actores (ANDA), en protesta porque los productores de cine se habían olvidado de él. Terminó su carrera con una serie de películas de bajo presupuesto y poco éxito, a excepción de aquellas en las que trabajó con la famosa y popular actriz cómica, María Elena Velasco "La India María" , donde encarnaba a su abuelo (OK míster Pancho (1981) y El coyote emplumado (1983).
El Chicote tuvo cuatro matrimonios: el primero con Luz María Reyes; el segundo con Enedina Ibarra; el tercero, con Aurora Medina; y el último con María de la Salud, con quien procreó ocho hijos: una de sus hijas, Isabel, se desempeñó como cantante.

## Muerte
El 20 de marzo de 1983, La Marina falleció en Ciudad de México a los 73 años de edad, a causa de insuficiencia renal aguda y un paro cardiorrespiratorio no traumático ocurrido después de un procedimiento posoperatorio por una aneurismectomía.

## Filmografía
- 1986 Pistoleros asesinos
- 1986 De puro relajo (como El Chicote)
- 1984 El mexicano feo
- 1984 Piernas cruzadas (como Armando Soto La Marina 'El Chicote')
- 1983 Aborto: Canta a la vida
- 1983 Esos viejos rabo verdes
- 1983 Las fabulosas del Reventón 2 (como Armando Soto La Marina 'El Chicote')
- 1983 Las nenas del amor (como Armando Soto La Marina 'El Chicote')
- 1983 Sexo vs. sexo (como Armando Soto La Marina 'El Chicote')
- 1983 El coyote emplumado - Don Lupe
- 1983 Una pura y dos con sal (como Armando Soto La Marina 'El Chicote')
- 1982 Valentín Lazaña
- 1982 Las fabulosas del Reventón (como Armando Soto La Marina 'El Chicote'
- 1982 San Juan de Dios es Jalisco
- 1981 ¡Pum!
- 1981 Que no me bese el mariachi
- 1981 Okey, Mister Pancho - Don Pedro (como Armando Soto La Marina 'El Chicote')
- 1981 ...Y hacemos de... tocho morocho
- 1980 Como perros rabiosos (como Armando Soto La Marina 'El Chicote')
- 1980 Sabor a sangre - Cantinero
- 1980 Al filo de los machetes- Chilo (como Armando Soto La Marina 'El Chicote')
- 1980 El charro del misterio - Melquiades (como Armando Soto La Marina 'El Chicote')
- 1979 Mi caballo el cantador
- 1979 Llámenme Mike -  Chalio
- 1979 4 hembras y un macho menos - Don Matusalem (como Armando Soto LaMarina 'El Chicote')
- 1978 Soy el hijo del gallero
- 1977 La muerte de un gallero (como Armando Soto La Marina 'El Chicote')
- 1977 El moro de Cumpas
- 1973 El Comanche (serie de televisión)
- 1968 La ley del gavilán (como Armando Soto La Marina 'Chicote')
- 1967 Si quiero
- 1966 El comandante Furia
- 1966 'Gatillo Veloz' en 'Los Malditos' (como 'Chicote')
- 1966 Gatillo Veloz
- 1966 La frontera sin ley (como Armando Soto Lamarina Chicote)
- 1966 Martín Romero El Rápido - Pinole (como 'El Chicote')
- 1966 Los dos apóstoles (como 'Chicote')
- 1966 Duelo de pistoleros (como Armando Soto La Marina 'El Chicote')
- 1966 El jinete justiciero en retando a la muerte (como Armando Soto La Marina 'Chicote')
- 1965 Los fantasmas burlones (como Crescencio Godinez)
- 1965 Nos lleva la tristeza (como Armando Soto La Marina 'El Chicote')
- 1964 Me llaman el cantaclaro
- 1964 Los hermanos Barragán (como Armando Soto La Marina 'El Chicote')
- 1964 Museo del horror - Lencho (como Arturo Soto la Marina 'Chicote')
- 1964 Dos inocentes mujeriegos (como El Chicote)
- 1963 Dos alegres gavilanes (como Chicote)
- 1963 Voy de gallo
- 1962 La entrega de Chucho el Roto (como Armando Soto La Marina 'El Chicote')
- 1962 El centauro del norte
- 1961 La captura de Chucho el Roto (como Armando Soto La Marina 'El Chicote')
- 1961 Aventuras de Chucho el Roto (as Armando Soto La Marina 'El Chicote')
- 1961 Vámonos para la feria
- 1961 Viva Jalisco que es mi tierra
- 1960 Chucho el Roto (como Armando Soto La Marina 'El Chicote')
- 1960 Las cuatro milpas - Pancho
- 1960 Calibre 44 (como Armando Soto La Marina 'Chicote')
- 1960 Dos hijos desobedientes
- 1959 La estampida (como Armando Soto La Marina 'Chicote')
- 1959 Acapulqueña
- 1959 Tan bueno el giro como el colorado (como Armando Soto La Marina "El Chicote")
- 1959 Yo... el aventurero -  Nicho (como Armando Soto La Marina 'El Chicote')
- 1958 Bajo el cielo de México - Trabajador
- 1957 La esquina de mi barrio (como Armando Soto La Marina 'El Chicote')
- 1957 ¡Aquí están los Aguilares!
- 1956 "Ay chaparros, cómo abundan"
- 1955 El 7 leguas - Don Anselmo
- 1954 De ranchero a empresario
- 1952 La noche avanza - Chicote
- 1952 Aquellos ojos verdes (como Armando Soto La Marina 'El Chicote')
- 1951 II Especialista en señoras
- 1951 Nunca debieron amarse (como Armando Soto La Marina 'El Chicote'
- 1951 Amor a la vida - Macario Rubio
- 1951 La tienda de la esquina (como 'Chicote')
- 1951 Mi marido
- 1950 Tacos joven
- 1950 Entre tu amor y el cielo - Pío
- 1950 Yo también soy de Jalisco
- 1950 Dos gallos de pelea (como El Chicote)
- 1949 Una gallega en México - Morongo (como Armando Soto La Marina 'El Chicote')
- 1949 Una canción a la virgen (como El Chicote)
- 1949 El charro Negro en el norte - Chicote (como El Chicote)
- 1949 Dos tenorios de barrio
- 1949 Jalisco canta en Sevilla - Nopal (como A. Soto Lamarina 'El Chicote')
- 1948 Cartas marcadas - Tepalcate (como Arturo Soto La Marina 'El Chicote')
- 1947 Si me han de matar mañana - El Etcétera
- 1947 El tigre de Jalisco (como 'Chicote' Armando Soto La Marina)
- 1947 Los maderos de San Juan
- 1947 Cuando lloran los valientes - Cleofás
- 1946 No basta ser charro (como Armando Soto La Marina 'Chicote')
- 1946 ¡Ay qué rechula es Puebla!
- 1945 Caminos de sangre (como 'El Chicote')
- 1945 Hasta que perdió Jalisco
- 1945 El capitán Malacara (como 'El Chicote')
- 1945 Las abandonadas - Fotógrafo (como Armando Soto La Marina 'El Chicote')
- 1945 Capullito de alhelí (como Armando Soto La Marina 'El Chicote')
- 1945 Me he de comer esa tuna - El Chicote (como El Chicote)
- 1944 Sota, caballo y rey - Chicote
- 1944 Las calaveras del terror
- 1944 Balajú
- 1944 La leyenda del bandido - The Short One (como El Chicote)
- 1944 Toros, amor y gloria - Pancho
- 1943 Mexicanos al grito de guerra - Pastelero
- 1943 El fanfarrón: ¡Aquí llegó el valentón! - El Chicote
- 1943 Flor silvestre - Reynaldo (como El Chicote)
- 1942 Soy puro mexicano
- 1942 La venganza del Charro Negro
- 1942 Águila roja - Chicote
- 1942 Del rancho a la capital - Chicote
- 1942 La abuelita
- 1941 Amor chinaco
- 1941 El capitán Centellas - Bertoldino
- 1941 La vuelta del Charro Negro
- 1941 El secreto del sacerdote (como Armando Soto La Marina 'El Chicote')
- 1940 El charro Negro - El Chicote
- 1940 Viviré otra vez (sin acreditar)
- 1940 El gavilán - Baltasar
- 1939 Una luz en mi camino
- 1939 Juntos, pero no revueltos-  El Salpicaderas
- 1939 Juan sin miedo - Canicas (como 'El Chicote')
- 1939 La virgen de la sierra
- 1939 Aventurero del mar
- 1938 Mientras México duerme (como Armando Soto La Marina 'El Chicote')
- 1938 La tierra del mariachi - Perladito arrabalero
- 1938 La Adelita - Villista
- 1938 Mujer mexicana
- 1936 Los apuros del chicote (cortometraje)